# Nate Adcock
Pour les articles homonymes, voir Adcock.
Nathan Masler Adcock (né le 25 février 1988 à Elizabethtown, Kentucky, États-Unis) est un lanceur droitier de baseball.

## Biographie
Après des études secondaires à la North Hardin High School d'Elizabethtown (Kentucky) où il enregistre douze victoires, deux défaites et 140 retraits sur des prises lors de sa dernière saison, Nathan Adcock est repêché en juin 2006 par les Mariners de Seattle au cinquième tour de sélection. Il perçoit un bonus de 200 000 dollars à la signature de son premier contrat professionnel.
Encore joueur de Ligues mineures, il est transféré chez les Pirates de Pittsburgh le 29 juillet 2009 à l'occasion d'un échange impliquant plusieurs joueurs. Il passe chez les Royals de Kansas City le 9 décembre 2010 via le repêchage de la règle 5.
Adcock fait ses débuts au plus haut niveau à l'occasion du match d'ouverture de la saison 2011 des Royals, le 31 mars 2011, contre les Angels. Il effectue une relève lors de la huitième manche, accordant à l'occasion deux coups sûrs mais aucun point. Il remporte sa première victoire le 30 avril face aux Twins du Minnesota. Il joue 24 parties et lance 60 manches et un tiers pour Kansas City en 2011, effectuant même trois départs comme lanceur partant. Sa moyenne de points mérités est à 4,62 et sa fiche victoires-défaites est de 1-1.
Après avoir lancé pour Kansas City en 2011 et 2012, Adcock partage la saison 2013 entre des clubs des ligues mineurs affiliés aux Royals et aux Diamondbacks de l'Arizona, qui font son acquisition via le ballottage en cours d'année mais pour lesquels il ne dispute jamais un seul match.
Il lance 10 manches en 7 rencontres pour les Rangers du Texas en 2014 avant de faire 13 présences au monticule l'année suivante pour les Reds de Cincinnati.
En février 2016, il signe un contrat des ligues mineures avec les Orioles de Baltimore.